# Османские архивы
Османские архивы — коллекция исторических источников, относящихся к Османской империи и материалы 39 стран, чьи территории полностью или частично в разное время были частью этой империи, в том числе 19 стран Ближнего Востока, 11 стран ЕС и Балканы, три на Кавказе, две в Центральной Азии, Кипр, а также Израиль и Турция.
Основная коллекция Османских архивов (Başbakanlık Osmanlı Arşivleri) занимает Центральный Государственный архив (Девлет arşivleri) в Стамбуле.
В 2013 году архивы переехали в район Кягытхане (Kağıthane) Стамбула.

## История
Османские архивы содержат документы, начиная с самого раннего периода до царствования султана Сулеймана в XVI веке. Систематизация записей современного архива началась в 1847 году с создания Хазинэ-я Evrak. Первоначально здание архива было расположено на территории великого визиря в Гюльхане и содержало несколько основных групп документов: записи Имперского Совета (Divan-i Hümayun) и записи великого визиря офис (Bab-i Ali), а также отчеты финансовых отделов (Maliye) и кадастры (tapu tahrir defteri), бухгалтерская отчетность, дипломатические записи. В 1846 году османский дипломат и государственный деятель Мустафа Решид-паша приказал построить новое здание для архивов. Здание было построено по проекту архитектора Гаспаре Фоссати т. в 1848 году. Muhsin Efendi был назначен руководителем архивов.
С созданием Республики, Hazine-i Evrak был преобразован в Başvekalet Arşiv Umum Müdürlüğü (Генеральная дирекция премьер-министра) и позже в Başbakanlık Arşiv Genel Müdürlüğü. В этот период коллекция пополнилась документами республики девятнадцатого века.
Одновременно турецкие ученые занялись классификацией и созданием каталогов материалов с 1910-х годов. В настоящее время каталогизация архивов коллекции продолжается.
После более чем векового хранения архивов в центре старого города, Османские архивы переехали в 2013 году в район Кягытхане Стамбула.
Все желающие работать в архиве перед использованием любого из ресурсов архива должны получить идентификационную карту. Все турецкие граждане имеют право на доступ к архивам при предъявлении национальной идентификационной карточки. Нетурецкие граждане имеют право на получение идентификатора при предъявлении своих паспортов с действующей визой или разрешением на жительство в Турции (ikamet tezkiresi).

## Архивы и геноцид армян
Османские Архивы содержат не только информацию об Османской династии и Османском государстве, но и о каждой нации, которая входила ранее в состав империи. При этом многие армянские исследователи, в том числе Ара Сарафян, Танер Акчам (известны своими исследованиями по геноциду армян), желающие воспользоваться османским архивом в Стамбуле для цитирования документов при написании книг, утверждали, что им чинили препятствия при допуске к архивам.
В Европарламенте в свое время подчеркивали, что Турция должна использовать празднование столетней годовщины Геноцида армян как важную возможность признать геноцид армян и открыть свои архивы для ученых.
В ответ Турецкий лидер Раджаб Тагир Эрдоган заявил:

«Мы открыли наши архивы. У Армении они тоже есть, пусть и она откроет свои архивы, если архивы есть в третьих странах, пусть и они их откроют. Пусть историки придут и работают с ними. А потом уже мы, политические деятели, станем говорить. Для желающих узнать истину двери в наши архивы полностью открыты»

По сведениям сайта Викиликс, Турция уничтожила архивы касающиеся Геноцида армян, как компрометирующие турок:

Согласно материалам университета Сабанчи, были предприняты серьезные усилия, чтобы очистить архивы от каких-либо компрометирующих документов, касающихся армянского вопроса. Первая чистка состоялась в 1918 году, когда союзные войска оккупировали Стамбул… Часть важных документов была «украдена» из архивов.

В архивах хранятся также многочисленные документы из России и Болгарии.